# Mohučská církevní provincie

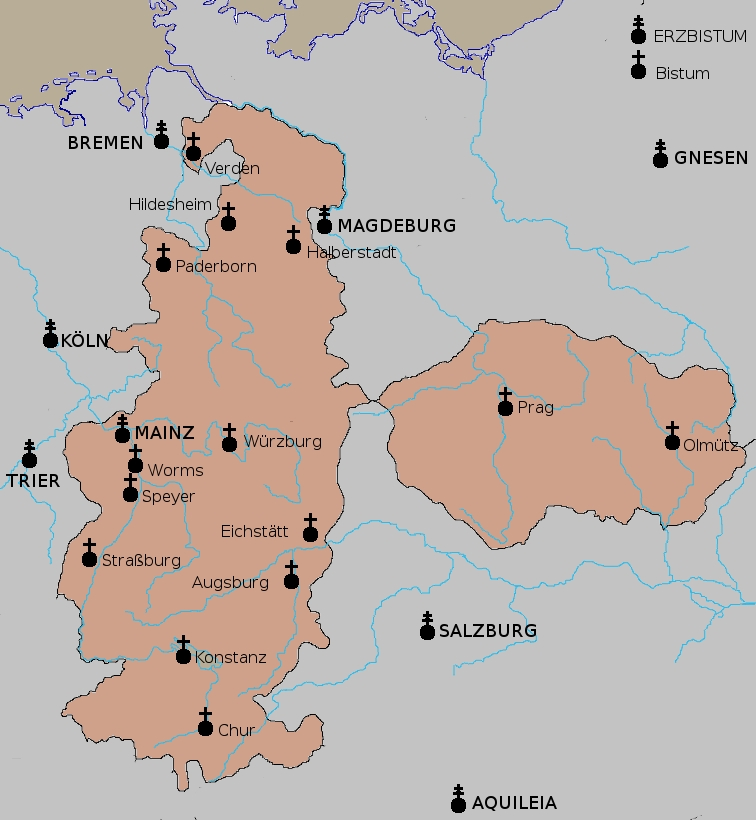
Mapa zachycující rozsah mohučské církevní provincie kolem roku 1000.

Mohučská církevní provincie je dnes již zaniklá římskokatolická církevní provincie. Existovala mezi lety 780–1805 na území Svaté říše římské, převážně na území dnešního západního Německa. Metropolí provincie byla Mohuč. V čele provincie stál jakožto představitel mohučské arcidiecéze mohučský arcibiskup.

## Historie
Povýšením pražského biskupství na arcibiskupství 30. dubna 1344 papežem Klementem VI. byla z mohučské církevní provincie vydělena nově zřízená česká církevní provincie. Do té doby pražská i olomoucká diecéze od svého založení spadaly pod mohučského metropolitu.

## Diecéze někdy patřící do mohučské církevní provincie
- Arcidiecéze mohučská
  - Diecéze štrasburská (první zmínka roku 343)
  - Diecéze (první zmínka roku 346)
  - Diecéze wormská (první zmínka roku 346)
  - Diecéze churská (první zmínka roku 451 nebo 452)
  - Diecéze augšpurská
  - Diecéze kostnická (zal. 585)
  - Diecéze würzburská (zal. 742)
  - Diecéze eichstättská (zal. 745)
  - Diecéze paderbornská (zal. 799)
  - Diecéze verdenská (zal. kolem 800)
  - Diecéze halberstadtská (zal. 804, 1648 zrušena a přeměněna na světské knížectví)
  - Diecéze hildesheimská (zal. 815)
  - Diecéze braniborská (zal. 948, 968 přičleněna k nově vytvořené arcidiecézi magdeburské)
  - Diecéze havelberská (zal. 948, 968 přičleněna k nově vytvořené arcidiecézi magdeburské)
  - Diecéze pražská (zal. 973, 1344 povýšena na arcidiecézi)
  - Diecéze olomoucká (zal. 1063, 1344 přičleněna k pražské arcidiecézi)